# Mrs George de Horne Vaizey
Mrs George de Horne Vaizey (née à Liverpool en 1857, décédée à Hampstead, le 23 janvier 1917) est un écrivain britannique. Elle est née sous le nom de Jessie Bell, mais fut plus connue sous son pseudonyme, « Mrs George de Horne Vaizey ». En 1883, elle épouse Henry Mansergh. Le couple a une fille nommée Gwyneth Alice en 1886. Henry Mansergh décède d'une maladie rénale en mai 1894. En 1898, Jessie Bell épouse George de Horne Vaizey, et a avec lui un fils en 1900, nommé George de Horne Vaizey « Le Jeune ».
Elle a écrit trente-trois romans et de nombreuses nouvelles, dont A Houseful of Girls, paru en 1905.